# Август (титул)

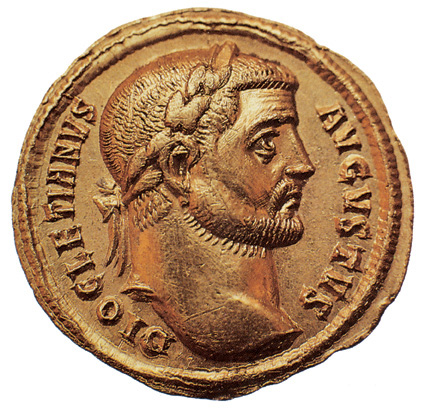
Древнеримская монета с изображением императора Диоклетиана и надписью «август»

А́вгуст (от лат. augustus — «священный», «великий») — титул древнеримских императоров. Для императриц применялся титул «авгу́ста».
Впервые термин «август» был использован в качестве почётной части когномена императора Октавиана. Затем формальный титул августов носили последующие римские императоры вплоть до императора Диоклетиана. При Диоклетиане титул «август» стал более сакральным, обозначая верховного правителя Римской империи, в руках которого была сосредоточена вся полнота власти, в отличие от «цезарей» — младших соправителей с ограниченными полномочиями.